# Тассайський сільський округ (Кокпектинський район)
Тасса́йський сільський округ (каз. Тассай ауылдық округі, рос. Тассайский сельский округ) — адміністративна одиниця у складі Кокпектинського району Абайської області Казахстану. Адміністративний центр — село Тассай.
Населення — 1255 осіб (2021; 1492 у 2009, 2180 у 1999, 2819 у 1989).
Станом на 1989 рік існувала Більшовистська сільська рада (села Аксу, Більшовик, Самик, Тассай, Ушкумей). До 1998 року округ називався Великобуконським. Село Самик було ліквідовано 2009 року.

## Склад
До складу округу входять такі населені пункти:
| Населений пункт | Старі назви | Населення, осіб (1989) | Населення, осіб (1999) | Населення, осіб (2009) | Населення, осіб (2021) |
| --------------- | ----------- | ---------------------- | ---------------------- | ---------------------- | ---------------------- |
| Аксу, село      | -           | 332                    | 222                    | 133                    | 44                     |
| Кайнар, село    | Тассай      | 351                    | 265                    | 131                    | 94                     |
| Самик, село     | -           | 146                    | 45                     | 25                     | -                      |
| Тассай, село    | Більшовик   | 1658                   | 1345                   | 985                    | 1000                   |
| Ушкумей, село   | -           | 332                    | 303                    | 218                    | 117                    |